# Tour de France 2013/Bergwertungen
Bei der Tour de France 2013 waren insgesamt 62 Bergwertungen zu bewältigen.
Von den 62 kategorisierten Anstiegen entfielen sieben auf die Höchste Kategorie (Hors Catégorie), acht auf die Kategorie 1, elf auf die zweite, 16 auf die dritte Kategorie und zwanzig auf die vierte Kategorie. Die Einteilung nach Kategorien ist für die Wertung um das Gepunktete Trikot entscheidend. Den Sieger einer Bergwertung der vierten Kategorie erhält einen Punkt, an die Sieger an Bergen der Kategorien 3 und 2 werden zwei bzw. fünf Punkte vergeben. Zehn Punkte erhält der Erste auf einem Anstieg der ersten Kategorie, Hors-Catégorie-Anstiege bringen dem Gewinner 25 Punkte in der Bergwertung ein.
Die bepunkteten Anstiege der 100. Tour de France waren zusammen knapp 374,1 Kilometer lang. Der mit 21,6 Kilometern mit Abstand längste Anstieg war der zum Col du Glandon. Den mit 8,9 % steilsten durchschnittlichen Anstieg hatte die nur 1900 Meter lange und 98 m hohe Auffahrt zur Côte du Salario, die den 417 m hohen Monte Salario westlich von Ajaccio, Korsika nur streifte.
Die Wertungen wurden von 32 verschiedenen Fahrern gewonnen. Die meisten Bergprämien  – nämlich 10 – holte der Franzose Pierre Rolland und damit auch seine Mannschaft Team Europcar. Gleich drei Fahrer, Simon Clarke, Thomas De Gendt und Pierre Rolland gewannen drei Wertungen auf einer Etappe. Letzterem gelang dies sogar zweimal. In der Endabrechnung der Bergwertung wurde er aber nur Dritter nach seinem vierten Platz bei der Tour im Vorjahr. Die Wertung für das Souvenir Henri Desgrange, die auf dem Col de Pailhères, dem höchsten Punkt der Tour 2013, auf der 8. Etappe vergeben wurde, ging an den Gewinner der Bergwertung der Tour, den Kolumbianer Nairo Quintana, der auch als einziger Fahrer zwei Wertungen der HC-Kategorie gewinnen konnte.
Insgesamt erhielten 74 der Fahrer, die das Ziel der Tour in Paris erreichten, mindestens einen Punkt in der Bergwertung.
Da auf der Tour de France 2013 der Col du Tourmalet nicht befahren wurde, erhielt niemand das traditionsgemäß auf diesem Pass vergebene Souvenir Jacques Goddet.

## Bergwertungen der Tour de France 2013
Legende:
- Etappe: Verlinkt die Etappe der Tour de France, auf der die Bergwertung angesetzt ist.
- km: Gibt an, nach welcher Distanz ab dem Etappenstartpunkt die Bergwertung beginnt (in Kilometern).
- Bezeichnung: Gibt den Namen des Berges, der Erhebung oder des Passes an, auf dem die Bergwertung abgenommen wird.
- Höhe: Gibt an, auf welcher Höhe über dem Meeresspiegel die Bergwertung abgenommen wird.
- Länge: Zeigt die Länge des Anstieges (in Kilometern).
- Steigung: Zeigt die durchschnittliche prozentuale Steigung des Anstiegs.
- Kat.: Gibt die Kategorisierung der Bergwertungen gemäß dem Reglement der Tour an.
- Sieger: Nennt den ersten Fahrer, der die Bergwertung passiert hat.
- Mannschaft: Nennt die Mannschaft dieses Fahrers.

| Etappe | km                                        | Bezeichnung                               | Höhe                                      | Länge                                     | Steigung                                  | Kat.                                      | Sieger                                    | Mannschaft                                |
| ------ | ----------------------------------------- | ----------------------------------------- | ----------------------------------------- | ----------------------------------------- | ----------------------------------------- | ----------------------------------------- | ----------------------------------------- | ----------------------------------------- |
| 1.     | 045,5                                     | Côte de Sotta                             | 146 m                                     | 1,1 km                                    | 5,9 %                                     | 4                                         | Juan José Lobato                          | Euskaltel Euskadi                         |
| 2.     | 070,0                                     | Col de Bellagranajo                       | 723 m                                     | 6,6 km                                    | 4,6 %                                     | 3                                         | Lars Boom                                 | Belkin-Pro Cycling Team                   |
| 2.     | 085,0                                     | Col de la Serra                           | 807 m                                     | 5,2 km                                    | 6,9 %                                     | 3                                         | Blel Kadri                                | AG2R La Mondiale                          |
| 2.     | 095,5                                     | Col de Vizzavona                          | 1163 m                                    | 4,6 km                                    | 6,5 %                                     | 2                                         | Pierre Rolland                            | Team Europcar                             |
| 2.     | 144,0                                     | Côte du Salario                           | 98 m                                      | 1,9 km                                    | 8,9 %                                     | 3                                         | Cyril Gautier                             | Team Europcar                             |
| 3.     | 012,0                                     | Col de San Bastiano                       | 415 m                                     | 3,4 km                                    | 4,6 %                                     | 4                                         | Simon Clarke                              | Orica GreenEdge                           |
| 3.     | 058,0                                     | Col de San Martino                        | 429 m                                     | 7,5 km                                    | 5,4 %                                     | 3                                         | Simon Clarke                              | Orica GreenEdge                           |
| 3.     | 075,0                                     | Côte de Porto                             | 161 m                                     | 2,0 km                                    | 6,4 %                                     | 3                                         | Simon Clarke                              | Orica GreenEdge                           |
| 3.     | 132,0                                     | Col de Marsolino                          | 443 m                                     | 4,6 km                                    | 6,5 %                                     | 2                                         | Pierre Rolland                            | Team Europcar                             |
| 4.     | keine Bergwertung (Mannschaftszeitfahren) | keine Bergwertung (Mannschaftszeitfahren) | keine Bergwertung (Mannschaftszeitfahren) | keine Bergwertung (Mannschaftszeitfahren) | keine Bergwertung (Mannschaftszeitfahren) | keine Bergwertung (Mannschaftszeitfahren) | keine Bergwertung (Mannschaftszeitfahren) | keine Bergwertung (Mannschaftszeitfahren) |
| 5.     | 002,0                                     | Côte de Châteauneuf Grasse                | 388 m                                     | 1,4 km                                    | 8,4 %                                     | 3                                         | Thomas De Gendt                           | Vacansoleil-DCM                           |
| 5.     | 093,0                                     | Col de l'Ange                             | 241 m                                     | 1,6 km                                    | 4,1 %                                     | 4                                         | Thomas De Gendt                           | Vacansoleil-DCM                           |
| 5.     | 154,0                                     | Côte de la Roquebrussanne                 | 418 m                                     | 3,5 km                                    | 4,2 %                                     | 4                                         | Yukiya Arashiro                           | Team Europcar                             |
| 5.     | 198,0                                     | Côte des Bastides                         | 354 m                                     | 5,7 km                                    | 3,1 %                                     | 4                                         | Thomas De Gendt                           | Vacansoleil-DCM                           |
| 6.     | 068,0                                     | Col de la Vayède                          | 179 m                                     | 0,7 km                                    | 7,0 %                                     | 4                                         | Kanstanzin Siuzou                         | Sky ProCycling                            |
| 7.     | 080,0                                     | Col des 13 Vents                          | 600 m                                     | 6,9 km                                    | 5,6 %                                     | 3                                         | Blel Kadri                                | AG2R La Mondiale                          |
| 7.     | 094,5                                     | Col de la Croix de Mounis                 | 809 m                                     | 6,7 km                                    | 6,5 %                                     | 2                                         | Blel Kadri                                | AG2R La Mondiale                          |
| 7.     | 149,0                                     | Côte de la Quintaine                      | 739 m                                     | 6,5 km                                    | 4,0 %                                     | 3                                         | Jan Bakelants                             | RadioShack Leopard                        |
| 7.     | 171,0                                     | Côte de Teillet                           | 491 m                                     | 2,6 km                                    | 5,0 %                                     | 4                                         | Jan Bakelants                             | RadioShack Leopard                        |
| 8.     | 026,5                                     | Côte de Saint-Ferriol                     | 374 m                                     | 2,5 km                                    | 5,4 %                                     | 4                                         | Rudy Molard                               | Cofidis, Solutions Crédits                |
| 8.     | 166,0                                     | Col de Pailhères                          | 2001 m                                    | 15,3 km                                   | 8,0 %                                     | HC                                        | Nairo Quintana                            | Movistar                                  |
| 8.     | 193,0                                     | Ax-3 Domaines                             | 1350 m                                    | 7,8 km                                    | 8,2 %                                     | 1                                         | Chris Froome                              | Sky ProCycling                            |
| 9.     | 028,5                                     | Col de Portet-d’Aspet                     | 1069 m                                    | 5,4 km                                    | 6,9 %                                     | 2                                         | Arnold Jeannesson                         | FDJ.fr                                    |
| 9.     | 044,0                                     | Col de Menté                              | 1349 m                                    | 7,0 km                                    | 7,7 %                                     | 1                                         | Thomas Danielson                          | Garmin Sharp                              |
| 9.     | 090,0                                     | Col de Peyresourde                        | 1569 m                                    | 13,2 km                                   | 7,0 %                                     | 1                                         | Thomas De Gendt                           | Vacansoleil-DCM                           |
| 9.     | 110,5                                     | Col de Val Louron-Azet                    | 1580 m                                    | 7,4 km                                    | 8,3 %                                     | 1                                         | Simon Clarke                              | Orica GreenEdge                           |
| 9.     | 138,0                                     | La Hourquette d’Ancizan                   | 1564 m                                    | 9,9 km                                    | 7,5 %                                     | 1                                         | Daniel Martin                             | Garmin Sharp                              |
| 10.    | 142,0                                     | Côte de Dinan                             | 74 m                                      | 1,0 km                                    | 4,2 %                                     | 4                                         | Lieuwe Westra                             | Vacansoleil-DCM                           |
| 11.    | keine Bergwertung (Einzelzeitfahren)      | keine Bergwertung (Einzelzeitfahren)      | keine Bergwertung (Einzelzeitfahren)      | keine Bergwertung (Einzelzeitfahren)      | keine Bergwertung (Einzelzeitfahren)      | keine Bergwertung (Einzelzeitfahren)      | keine Bergwertung (Einzelzeitfahren)      | keine Bergwertung (Einzelzeitfahren)      |
| 12.    | keine Bergwertung (Flachetappe)           | keine Bergwertung (Flachetappe)           | keine Bergwertung (Flachetappe)           | keine Bergwertung (Flachetappe)           | keine Bergwertung (Flachetappe)           | keine Bergwertung (Flachetappe)           | keine Bergwertung (Flachetappe)           | keine Bergwertung (Flachetappe)           |
| 13.    | 077,5                                     | Côte de Crotz                             | 165 m                                     | 1,2 km                                    | 4,0 %                                     | 4                                         | Pierre Rolland                            | Team Europcar                             |
| 14.    | 066,5                                     | Côte de Marcigny                          | 371 m                                     | 1,9 km                                    | 4,9 %                                     | 4                                         | Simon Geschke                             | Team Argos-Shimano                        |
| 14.    | 098,5                                     | Côte de la Croix Couverte                 | 614 m                                     | 2,6 km                                    | 5,3 %                                     | 4                                         | Jan Bakelants                             | RadioShack Leopard                        |
| 14.    | 113,0                                     | Côte de Thizy-les-Bourgs                  | 536 m                                     | 1,7 km                                    | 8,2 %                                     | 3                                         | Blel Kadri                                | AG2R La Mondiale                          |
| 14.    | 126,5                                     | Col du Pilon                              | 727 m                                     | 6,3 km                                    | 4,4 %                                     | 3                                         | Blel Kadri                                | AG2R La Mondiale                          |
| 14.    | 161,0                                     | Côte de Lozanne                           | 322 m                                     | 2,5 km                                    | 4,0 %                                     | 4                                         | Jens Voigt                                | RadioShack Leopard                        |
| 14.    | 176,0                                     | Côte de la Duchère                        | 263 m                                     | 1,6 km                                    | 4,1 %                                     | 4                                         | Michael Albasini                          | Orica GreenEdge                           |
| 14.    | 181,5                                     | Côte de la Croix-Rousse                   | 254 m                                     | 1,8 km                                    | 4,5 %                                     | 4                                         | Julien Simon                              | Sojasun                                   |
| 15.    | 020,5                                     | Côte d'Eyzin-Pinet                        | 436 m                                     | 3,1 km                                    | 4,9 %                                     | 4                                         | Thomas De Gendt                           | Vacansoleil-DCM                           |
| 15.    | 026,5                                     | Côte de Primarette                        | 459 m                                     | 2,6 km                                    | 4,1 %                                     | 4                                         | Pierre Rolland                            | Team Europcar                             |
| 15.    | 044,5                                     | Côte de Lens-Lestang                      | 424 m                                     | 2,1 km                                    | 3,8 %                                     | 4                                         | Julien El-Farès                           | Sojasun                                   |
| 15.    | 143,0                                     | Côte de Bourdeaux                         | 651 m                                     | 4,2 km                                    | 5,7 %                                     | 3                                         | Jérémy Roy                                | FDJ.fr                                    |
| 15.    | 242,5                                     | Mont Ventoux                              | 1912 m                                    | 20,8 km                                   | 7,5 %                                     | HC                                        | Chris Froome                              | Sky ProCycling                            |
| 16.    | 017,5                                     | Côte de la Montagne de Bluye              | 590 m                                     | 5,7 km                                    | 5,6 %                                     | 3                                         | Ryder Hesjedal                            | Garmin Sharp                              |
| 16.    | 048,0                                     | Col de Macuègne                           | 1068 m                                    | 7,6 km                                    | 5,2 %                                     | 2                                         | Johnny Hoogerland                         | Vacansoleil-DCM                           |
| 16.    | 156,5                                     | Col de Manse                              | 1268 m                                    | 9,5 km                                    | 5,2 %                                     | 2                                         | Rui Costa                                 | Movistar                                  |
| 17.    | keine Bergwertung (Einzelzeitfahren)      | keine Bergwertung (Einzelzeitfahren)      | keine Bergwertung (Einzelzeitfahren)      | keine Bergwertung (Einzelzeitfahren)      | keine Bergwertung (Einzelzeitfahren)      | keine Bergwertung (Einzelzeitfahren)      | keine Bergwertung (Einzelzeitfahren)      | keine Bergwertung (Einzelzeitfahren)      |
| 18.    | 013,0                                     | Col de Manse                              | 1268 m                                    | 6,6 km                                    | 6,2 %                                     | 2                                         | Ryder Hesjedal                            | Garmin Sharp                              |
| 18.    | 045,0                                     | Rampe du Motty                            | 982 m                                     | 2,4 km                                    | 8,0 %                                     | 3                                         | Thomas Danielson                          | Garmin Sharp                              |
| 18.    | 095,0                                     | Col d’Ornon                               | 1371 m                                    | 5,1 km                                    | 6,7 %                                     | 2                                         | Arnold Jeannesson                         | FDJ.fr                                    |
| 18.    | 122,5                                     | Alpe d’Huez                               | 1765 m                                    | 12,3 km                                   | 8,4 %                                     | HC                                        | Moreno Moser                              | Cannondale Pro Cycling                    |
| 18.    | 131,5                                     | Col de Sarenne                            | 1999 m                                    | 3,0 km                                    | 7,8 %                                     | 2                                         | Tejay van Garderen                        | BMC Racing Team                           |
| 18.    | 172,5                                     | Alpe d’Huez                               | 1850 m                                    | 13,8 km                                   | 8,1 %                                     | HC                                        | Christophe Riblon                         | AG2R La Mondiale                          |
| 19.    | 033,5                                     | Col du Glandon                            | 1924 m                                    | 21,6 km                                   | 5,1 %                                     | HC                                        | Ryder Hesjedal                            | Garmin Sharp                              |
| 19.    | 083,5                                     | Col de la Madeleine                       | 2000 m                                    | 19,2 km                                   | 7,9 %                                     | HC                                        | Pierre Rolland                            | Team Europcar                             |
| 19.    | 143,0                                     | Col de Tamié                              | 907 m                                     | 8,6 km                                    | 6,2 %                                     | 2                                         | Pierre Rolland                            | Team Europcar                             |
| 19.    | 165,0                                     | Col de l'Épine                            | 947 m                                     | 6,1 km                                    | 7,3 %                                     | 1                                         | Pierre Rolland                            | Team Europcar                             |
| 19.    | 191,5                                     | Col de la Croix Fry                       | 1477 m                                    | 11,3 km                                   | 7,0 %                                     | 1                                         | Rui Costa                                 | Team Saxo-Tinkoff                         |
| 20.    | 012,5                                     | Côte du Puget                             | 796 m                                     | 5,4 km                                    | 5,9 %                                     | 2                                         | Pierre Rolland                            | Team Europcar                             |
| 20.    | 017,5                                     | Col de Leschaux                           | 944 m                                     | 3,6 km                                    | 6,1 %                                     | 3                                         | Igor Antón                                | Euskaltel Euskadi                         |
| 20.    | 043,0                                     | Côte d'Aillon-le-Vieux                    | 929 m                                     | 6,0 km                                    | 4,0 %                                     | 3                                         | Pierre Rolland                            | Team Europcar                             |
| 20.    | 051,0                                     | Col des Prés                              | 1142 m                                    | 3,4 km                                    | 6,9 %                                     | 3                                         | Pierre Rolland                            | Team Europcar                             |
| 20.    | 078,5                                     | Mont Revard                               | 1463 m                                    | 15,9 km                                   | 5,6 %                                     | 1                                         | Jens Voigt                                | RadioShack Leopard                        |
| 20.    | 125,0                                     | Annecy-Semnoz                             | 1655 m                                    | 10,7 km                                   | 8,5 %                                     | HC                                        | Nairo Quintana                            | Movistar                                  |
| 21.    | 029,5                                     | Côte de Saint-Rémy-lès-Chevreuse          | 154 m                                     | 1,0 km                                    | 6,9 %                                     | 4                                         | Gert Steegmans                            | Omega Pharma-Quick Step                   |
| 21.    | 033,5                                     | Côte de Châteaufort                       | 155 m                                     | 0,9 km                                    | 4,7 %                                     | 4                                         | José Joaquín Rojas                        | Movistar                                  |